# کنوت کنودسن
کنوت کنودسن (نروژی: Knut Knudsen؛ زادهٔ ۱۲ اکتبر ۱۹۵۰) دوچرخه‌سوار اهل نروژ است.
از باشگاه‌هایی که در آن بازی کرده‌است می‌توان به تیم دوچرخه‌سواری بیانکی اشاره کرد.
وی در مسابقات کشوری و بین‌المللی در مجموع برندهٔ ۲ مدال طلا، ۲ مدال نقره، ۱ مدال برنز شده‌است.